# Batibo
Batibo est une commune du Cameroun située dans la région du Nord-Ouest et le département de la Momo.

## Population
Lors du recensement de 2005, la commune comptait 44 619 habitants, dont 10 350 pour Batibo Ville.

## Structure administrative de la commune
Outre la ville de Batibo, la commune comprend les villages suivants :
- Ambo
- Angie
- Anong
- Ashong
- Bessi
- Bessom
- Efah
- Efit
- Enwen
- Enyoh
- Ewai
- Guzang
- Kugwe
- Kulabei
- Kuonyih
- Kuruku
- Mbengog
- Mbunjei
- Numben
- Nyengié
- Nygen Muwa
- Oshum
- Tiben

## Histoire contemporaine
Le 3 mars 2018, lors de la crise anglophone au Cameroun, Batibo a été le théâtre d'une bataille opposant l'armée camerounaise aux Forces de défense de l'Ambazonie (FDA).